# Quattro poliziotti

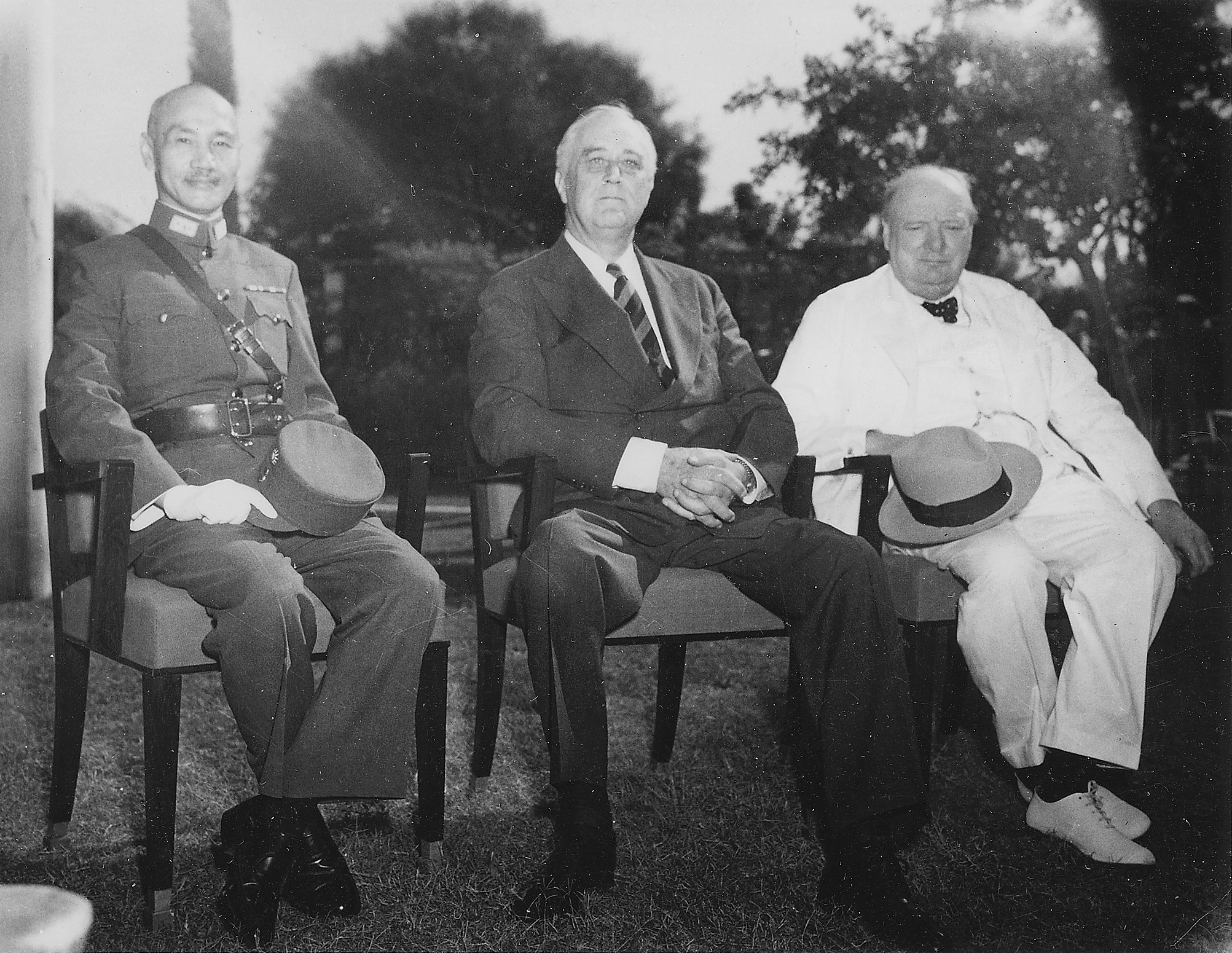
Chiang Kai-shek, Franklin D. Roosevelt, e Winston Churchill alla conferenza del Cairo nel 1943 durante la seconda guerra mondiale.

La formula dei quattro poliziotti venne coniata dal presidente degli Stati Uniti Franklin D. Roosevelt per indicare le principali potenze alleate nella seconda guerra mondiale, noti anche come i "Big Four", che secondo i suoi progetti avrebbero dovuto, con la loro coesione e concordanza di politiche internazionali, garantire la pace mondiale anche nel dopoguerra. I Big Four, conosciuti come le quattro potenze durante la seconda guerra mondiale, corrispondevano ai quattro principali alleati della seconda guerra mondiale: il Regno Unito, gli Stati Uniti, l'Unione Sovietica e la Cina. Le Nazioni Unite secondo i programmi di Roosevelt avrebbero dovuto essere costituite da tre rami: un ramo esecutivo di cui avrebbero fatto parte i Big Four, un ramo per l'applicazione operativa delle decisioni composto dalle stesse grandi potenze con ruolo di Quattro Poliziotti o Quattro Sceriffi, ed un'assemblea internazionale rappresentante gli stati membri dell'ONU.
I Quattro Poliziotti sarebbero stati responsabili per il mantenimento dell'ordine all'interno delle loro rispettive sfere d'influenza: il Regno Unito nel suo impero e nell'Europa occidentale; l'Unione Sovietica nell'Europa orientale e nei territori euro-asiatici; la Cina in Asia orientale e nel Pacifico occidentale; e gli Stati Uniti nell'emisfero occidentale. Come misura preventiva contro nuovi conflitti, tutte le altre nazioni, escluse queste quattro, avrebbero dovuto procede al disarmo: solo ai Quattro Poliziotti sarebbe stato permesso il possesso di armi più potenti di un fucile.
Come compromesso con critici di stampo internazionalista, le quattro grandi nazioni divennero membri permanenti del Consiglio di Sicurezza ONU, il che trasse con sé una significativa riduzione dei poteri rispetto a quanto previsto secondo la proposta originaria dei Quattro Poliziotti. Quando poi le Nazioni Unite furono ufficialmente stabilite nella seconda parte del 1945 la Francia fu aggiunta come quinto membro del consiglio sotto insistenza di Churchill.

## Storia

### Contesto
Durante la seconda guerra mondiale, il presidente Roosevelt avviò lo studio di una serie di piani per il dopoguerra al fine di portare alla creazione di una nuova organizzazione internazionale più duratura che avrebbe rimpiazzato la Società delle Nazioni. Precedentemente al conflitto, Roosevelt era stato inizialmente un sostenitore della Società, ma ne aveva perso fiducia a causa dell'incapacità nel prevenire lo scoppio della seconda guerra mondiale. Roosevelt era interessato a creare un'associazione internazionale che avrebbe assicurato una pace globale attraverso lo sforzo di tutte le grandi potenze del pianeta, piuttosto che attraverso i concetti wilsoniani di consenso internazionale e collaborazione che guidavano la Società delle Nazioni. Già nel 1935, disse al suo consigliere per le politiche estere Sumner Welles: "La Società delle Nazioni è diventata niente più che un gruppo di dibattito, nemmeno così valida
Roosevelt la criticava perché era rappresentante degli interessi di troppe nazioni. Il presidente disse al ministro per gli esteri sovietico Vyacheslav Molotov che "lui non poteva immaginare un'altra Società delle Nazioni con 100 diversi firmatari; semplicemente, c'erano troppi stati da soddisfare, indi per cui era stata e sarebbe stata un fallimento". La sua proposta, nel 1941, era quella di creare un nuovo organo internazionale diretto da un consiglio (trusteeship) di grandi potenze che sorvegliassero le nazioni più piccole.
Il Dipartimento di Stato aveva iniziato a progettare un successore della Società delle Nazioni sotto il beneplacito di Roosevelt mentre gli Stati Uniti erano ancora formalmente una potenza neutrale. Roosevelt non era propenso ad annunciare i suoi piani per un organo internazionale: sapeva che c'era il rischio che i cittadini statunitensi potevano rigettare le sue proposte e non voleva ritrovarsi nella situazione di Woodrow Wilson, in lotta contro il Senato per far approvare la partecipazione americana alla Società delle Nazioni. Sottoscrivendo la Carta Atlantica nell'agosto del 1941, Roosevelt si assicurò che fosse omesso ogni riferimento ad un qualunque impegno americano verso la creazione di un nuovo organo internazionale dopo la guerra. L'attacco di Pearl Harbor nel dicembre 1941 portò ad un cambio di posizione per Roosevelt. Modificò la sua proposta di un consiglio fiduciario in un'organizzazione centrata sui Quattro Poliziotti: USA, URSS, Cina e Regno Unito.

### Piani per i Quattro Poliziotti

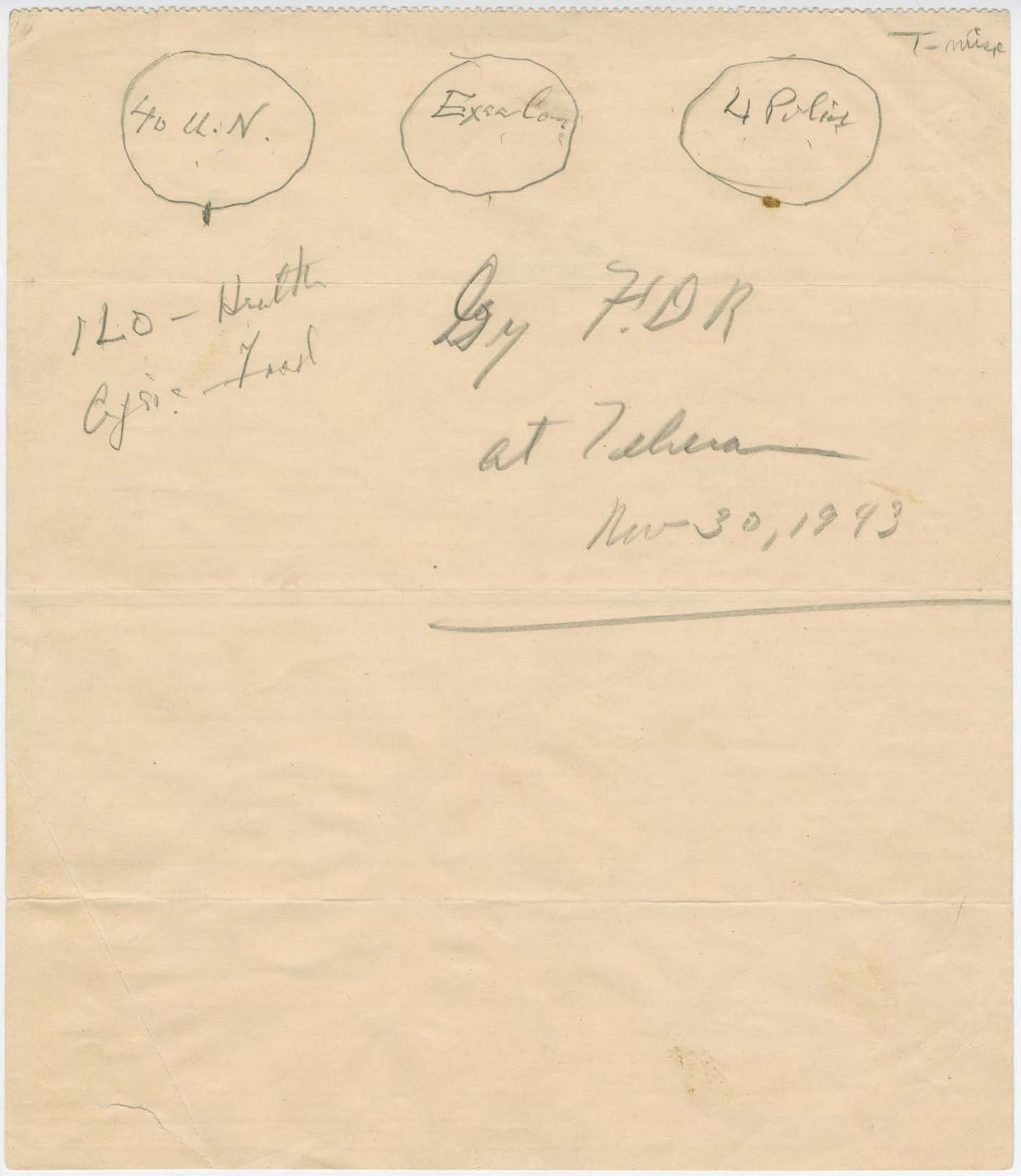
Appunti di Franklin Roosevelt sui tre rami originari delle Nazioni Unite. Sulla destra, i Quattro Poliziotti. (1943)

L'idea che le grandi potenze doveva vigilare sul mondo era stata discussa da Roosevelt già nell'agosto del 1941 durante uno dei suoi primi incontri con Winston Churchill. Roosevelt fece per la prima volta riferimento alla sua proposta agli inizi del 1942. Presentò i suoi piani per il dopoguerra a Molotov, che era arrivato a Washington il 29 maggio per discutere della possibilità di avviare un secondo fronte in Europa. Roosevelt gli disse che le quattro grandi nazioni dovevano unirsi dopo la guerra per sorvegliare le altre nazioni e disarmare gli stati nemici. Quando Molotov chiese sul ruolo delle altre nazioni, Roosevelt rispose asserendo che troppi "poliziotti" potevano portare a liti interne, ma che era aperto all'idea di aprire ad altri stati alleati.
Roosevelt e Molotov continuarono la loro discussione in un secondo incontro il primo giugno. Molotov informò il presidente statunitense che Stalin era a favore del piano di Roosevelt per il mantenimento di una pace postbellica per via dei Quattro Poliziotti e dell'obbligo al disarmo. Roosevelt inoltre parlò anche della questione della decolonizzazione: suggerì che le ex-colonie avrebbero dovuto entrare in un periodo di transizione sotto la governance di un consiglio internazionale prima di raggiungere una completa indipendenza.
La Cina divenne poi membro delle Quattro Grandi e futuro elemento dei Quattro Poliziotti. Roosevelt era a favore del riconoscimento della Cina come grande potenza perché era certo che questi ultimi si sarebbero allineati con gli Stati Uniti contro l'Unione Sovietica. Disse ad Anthony Eden, Segretario per gli affari esteri britannico, "In ogni serio conflitto con la Russia, [la Cina] si allineerebbe senza dubbio con noi." Il presidente americano credeva che una Cina pro-USA sarebbe stata utile qualora Stati Uniti, URSS e Cina avessero deciso di occupare insieme Giappone e Corea dopo la guerra. Quando Molotov fece presente le sue preoccupazioni sulla stabilità dello stato cinese, Roosevelt rispose affermando che l'insieme delle "popolazioni delle nostre nazioni e dei nostri alleati era ben sopra il miliardo di persone."
Churchill criticò la scelta di includere la Cina perché temeva che gli americani cercassero di ridurre la potenza coloniale inglese in Asia. Eden condivideva le sue idee ed espresse scetticismo che la Cina, che al momento era nel mezzo di una guerra civile, potesse tornare a essere uno stato stabile. Roosevelt rispose alle critiche di Churchill dicendo ad Eden che la "Cina potrebbe diventare un importante alleato nell'Estremo Oriente nell'aiutarci a sorvegliare il Giappone" e che era pienamente d'accordo nel fornire ulteriore aiuto alla Cina.
La proposta di Roosevelt ricevette critiche da internazionalisti liberali, che chiedevano una più equa distribuzione del potere tra i membri dell'ONU. Questi erano preoccupati che i Quattro Poliziotti avrebbero portato ad una nuova Quadruplice Alleanza.

### Formazione delle Nazioni Unite
Il 31 dicembre 1942, i rappresentanti delle "Big Four" firmarono un breve documento che venne poi conosciuto come la Dichiarazione delle Nazioni Unite ed il giorno successivo, i rappresentanti di 22 altre nazioni aggiunsero la loro firma. Un nuovo piano per le Nazioni Unite fu preparato dal Dipartimento di Stato nell'aprile del 1944: questo mantenne l'enfasi sulla solidarietà tra le grandi potenze, elemento centrale della proposta iniziale di Roosevelt. Le quattro grandi potenze divennero membri permanenti del Consiglio di Sicurezza ONU, ognuno con potere di veto, che poteva scavalcare qualunque risoluzione ONU che andava contro gli interessi di una delle quattro potenze. Tuttavia, il Dipartimento di Stato raggiunse un compromesso con i liberali: la possibilità di essere membri ONU fu aperta in modo da includere tutte le nazioni in combattimento contro le potenze dell'Asse. La conferenza di Dumbarton Oaks si riunì nell'agosto del '44 per discutere i piani per la costruzione dell'ONU con delegazioni dagli USA, dall'URSS, dal Regno Unito e dalla Cina. Questi furono le sole nazioni a presiedere, a turno, la conferenza di San Francisco del 1945 . Fu in quest'ultima conferenza che le quattro grandi potenze e i loro alleati firmarono lo Statuto delle Nazioni Unite.